# Liverpool Road
Liverpool Road é uma antiga estação ferroviária da Liverpool and Manchester Railway em Manchester, Inglaterra, inaugurada em 15 de setembro de 1830. A estação foi o primeiro terminal intermunicipal de passageiros do mundo, na qual todos os serviços eram transportados por locomotivas a vapor com horários programados. É a estação ferroviária terminal mais antiga do mundo.
A estação fechou para serviços de passageiros em 4 de maio de 1844 Desde que a Liverpool Road deixou de operar, a estação ferroviária mais antiga em uso é a Broad Green Railway station em Liverpool, que foi inaugurada em 15 de setembro de 1830. A Liverpool and Manchester Railway abriu a partir de Liverpool Crown Street, portanto, as estações mais antigas começam em Liverpool.
Atualmente faz parte do Museu de Ciência e Indústria de Manchester.

## História antiga

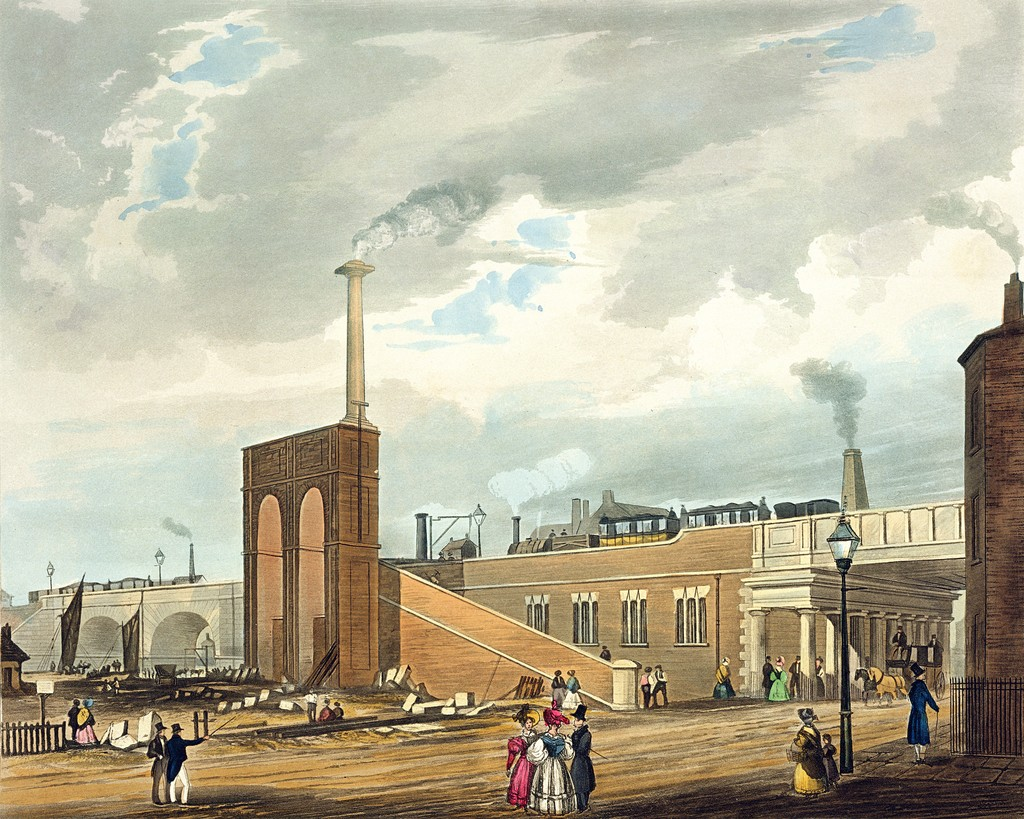
Vista em 1833

Para a construção o rio seria atravessado por uma ponte de pedra de dois arcos, incorporando uma estrada de carrinhos para uso da empresa de Navegação. O verdadeiro problema era como atravessar a Water Street. Os níveis não permitiriam uma ponte em arco com as dimensões exigidas pelos Comissários de Rodovias de Manchester. A única alternativa era um vão plano em uma distância considerada muito larga. William Fairbairn, na busca por um piso de moinho à prova de fogo perfeito, desenvolveu uma viga parabólica com seção em 'T' que poderia cobrir essa distância. Assim, a ponte Water Street pode ser considerada a primeira ponte moderna com vigas.

## Serviços de passageiros

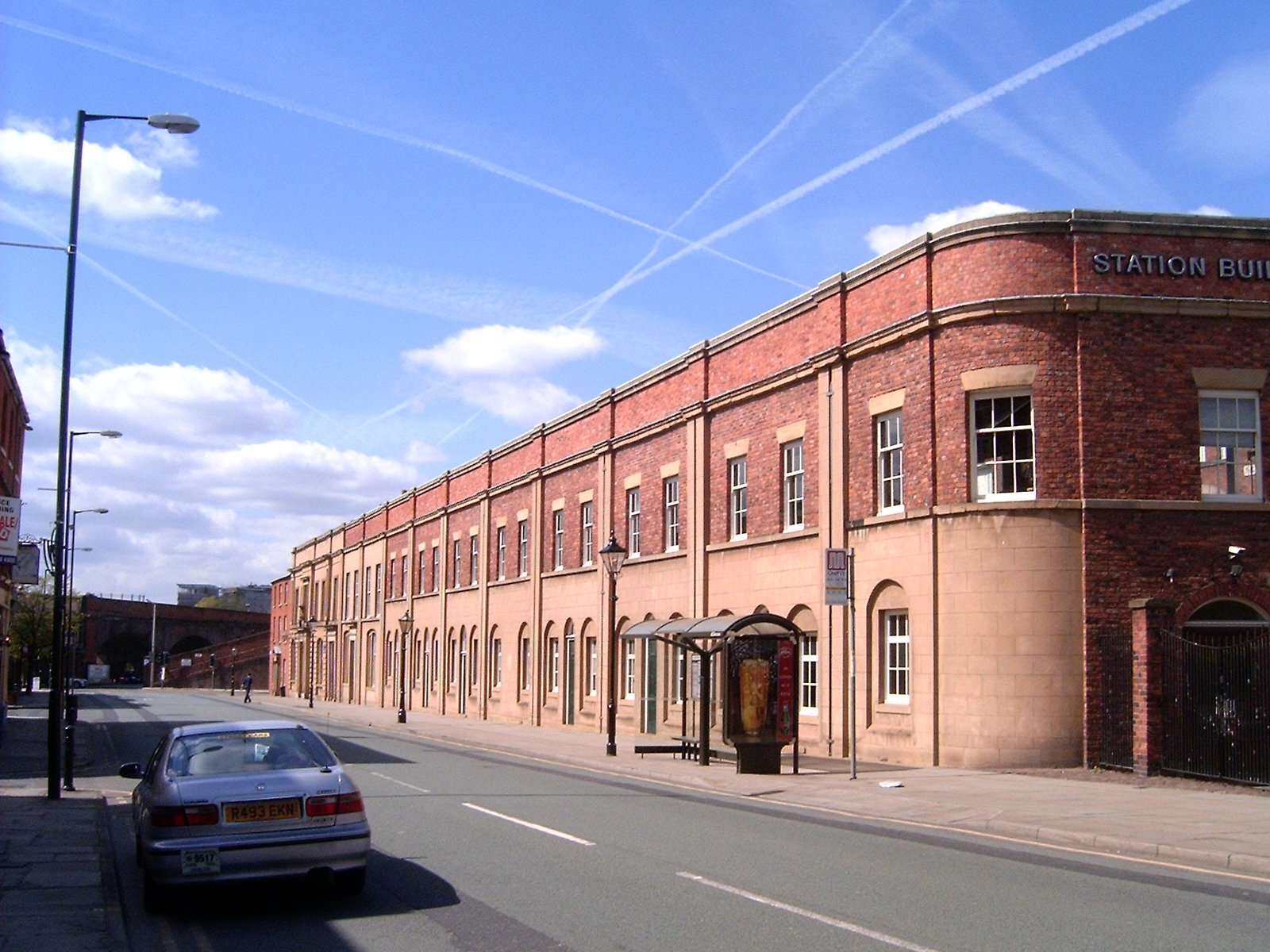
Estação ferroviária Liverpool Road, Manchester

A ferrovia transportava apenas passageiros de primeira e segunda classes, e cada classe tinha sua própria sala de reservas e sala de espera. Como a estação ficava a alguma distância do centro de Manchester, a maioria dos passageiros comprou uma passagem manuscrita de um agente em uma pousada ou hotel. Várias rotas de ônibus a cavalo os levaram até a estação.
Os passageiros subiram as escadas para a sala de espera e "carregadores de rua" licenciados se encarregaram de suas bagagens, recebendo uma determinada tabela de taxas. "Carregadores internos" encarregavam-se da bagagem na plataforma da estação e prendiam-na ao teto da carruagem. O toque da campainha da estação anunciou então que os passageiros poderiam passar pela porta da plataforma e embarcar no trem. A campainha também foi tocada como um aviso de partida, mas o sinal real foi dado pela trombeta ou buzina do guarda. O sino original ainda está em exibição no prédio da estação.

## Crescimento
Os edifícios da estação foram ampliados em 1831 com a construção de um galpão simples para carruagens de duas estradas no topo de uma série de quartos ao longo da Liverpool Road. Estas pretendiam ser lojas mas, devido ao ambiente insalubre, apenas serviam como escritórios. Além dessa faixa, havia um portão e uma rampa que conduzia ao nível do viaduto. Isso era usado para carregar e descarregar carruagens de cavalheiros, que eram transportadas em vagões planos, uma forma popular de viagem para quem tinha dinheiro para isso.
Os trens começaram a transportar passageiros da estação para Birmingham, e um escritório de reservas e sala de espera separados foram fornecidos. A partir de 17 de setembro de 1838, havia carruagens para London Euston por alguns trens após a conclusão da London and Birmingham Railway naquele ano. Este aumento nos serviços de longa distância resultou na abertura de um dos primeiros hotéis ferroviários privados na Liverpool Road. O congestionamento exigiu a abertura de uma estação de chegada separada na Water Street, no local de uma antiga tinturaria. Outros armazéns de mercadorias foram erguidos.

## Pátio de mercadorias

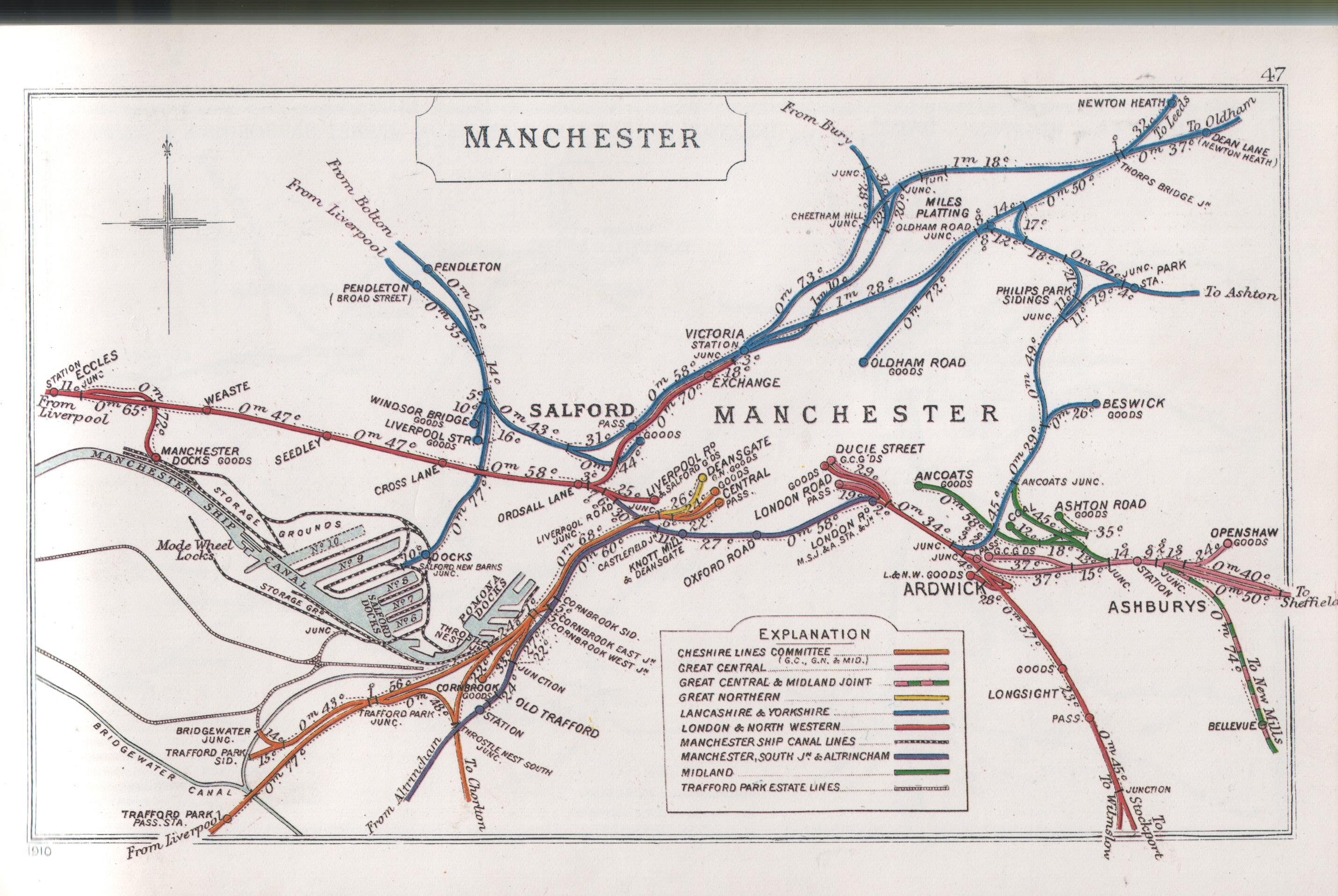
Em 1910 Railway Clearing House do centro de Manchester mostrando a estação de mercadorias da Liverpool Road atendida pela London & North Western Railway. A linha de 1844 de Ordsall a Victoria é mostrada em vermelho.

Os serviços de passageiros terminaram com a abertura de uma extensão da linha L&M de Ordsall Lane para Hunt's Bank. Todos os serviços de passageiros foram então transferidos para a nova Estação Victoria a partir de 4 de maio de 1844.
A Liverpool Road, que foi transformada em um pátio de mercadorias, foi desenvolvida sob a propriedade da London and North Western Railway. Um viaduto de ferro (uma estrutura de viga inicial) foi construído para fornecer acesso ao Byrom Street Warehouse; logo foi seguido pelo Grape Street Warehouse. O complexo de mercadorias permaneceu em operação após o agrupamento sob a London Midland and Scottish Railway de 1923 a 1948. Além dos trens de mercadorias LMS, as locomotivas da Great Western Railway transportavam seus trens de mercadorias para a Liverpool Road de Chester via Warrington. Em 1948, o local foi adquirido pela British Railways (BR) após a nacionalização do sistema ferroviário do Reino Unido.

## Fechamento
Quando a estação e os armazéns foram abandonados em 1975 pela British Rail,  o Grape Street Warehouse e os edifícios vizinhos foram comprados pela Granada Television.
O prédio da estação e os armazéns ferroviários históricos adjacentes agora fazem parte do Museu de Ciência e Indústria de Manchester.